# Podabrus hikosanus
Podabrus hikosanus is een keversoort uit de familie soldaatjes (Cantharidae). De wetenschappelijke naam van de soort werd in 1981 gepubliceerd door Makino & Nakane.